# P-36戰鬥機
P-36戰鬥機、或稱為鷹式-75型戰機，是柯蒂斯-萊特公司在1930年代中葉設計的一款戰鬥機，也是西方航空業界第一波全金屬製可伸縮起落架單翼戰鬥機的開創機型之一。P-36的優異性能奠定其在1930年代的外銷主力地位，P-36戰機與它的衍生機種多達3／4外銷到世界各國，而較為人所知的是它的改良型P-40戰鬥機。

## 研發簡史
P-36起源於寇帝斯競標美國陸軍航空隊於1935年提出的戰鬥機設計需求，公司編號75型（Model 75），希望引起美國陸軍航空隊的注意以贏得生產合約。飛機設計則是由寇帝斯自諾斯洛普公司網羅的飛機工程師唐納文·R·柏林在1934年開始進行，這是一架全金屬機殼、低單翼、紡織物飛行控制面、可伸縮起落架設計，武裝配置則是按1930年代美國陸航標準裝設（機首機槍2挺），且不具自封油箱與防護裝甲。其可伸縮起落架則在當代獨樹一格，輪胎可旋轉90度平貼在機翼內，採半埋式配置收入直徑較薄的機翼中，以兼顧當時戰鬥機尚未大型化的容積需求，該設計專利並非寇蒂斯工程師開發，而是波音公司的技術，寇蒂斯為此向波音支付專利使用費。在Hawk-75原型機開發之際，該機動力來源是採用同公司在1934年研發的XR-1670-5氣冷式發動機（輸出功率800匹馬力）。
Hawk-75原型機在1935年5月6日首飛，試飛成績達到時速452公里（高度3,000公尺狀態），同年5月27日飛抵萊特-派特森空軍基地和XP-35競爭。然而XP-35在半途墜毀，使得競標案因此延期，寇蒂斯在賽維爾斯基重新打造原型機之際更換動力為XR-1820-39發動機（950匹馬力），取代可靠性與動力輸出都大失所望的XR-1670；同時更換後方座艙罩改善視野。改良後的原型機稱為Hawk-75B，之前的原型稱為Hawk-75D。在兩邊重整之後競標測試於1936年4月開始，雖然參與競標的XP-35在部分性能上不如75型，生產成本也比較高，陸軍還是決定採用XP-35作為新一代的戰鬥機，美國陸軍航空隊並與賽維爾斯基簽訂77架的量產合約。
雖然寇帝斯輸了競標，但陸軍航空隊同樣密切觀察歐洲蠢動的趨勢，且也擔心P-35交貨不及，因此提出備用戰鬥機方案和寇廠接洽；在1936年6月16日，美國陸軍航空隊寇廠簽訂生產3架Hawk-75原型機生產契約，寇廠代號Hawk-75E，軍用編號Y1P-36。Hawk-75E與Hawk-75B的差別在於發動機更換成輸出功率更大的14汽缸普惠R-1830-13，並微修座艙罩與氣動力細節。1937年3月，第一架Y1P-36遞交軍方進行試飛，參與測試的人員對於新飛機的性能，尤其是運動性相當欣賞，無論是在各速度範圍下操作面的控制與反應，穩定性與地面操控性都有很好的評價，當年7月，陸軍對寇帝斯提出210架生產合約，Y1P-36也改代號為P-36A，這也是自第一次世界大戰以來美軍簽訂數量最大的軍用機生產合約。
第一架量產型P-36A於1938年4月出廠繳交美軍，隨後因應美軍要求在210架訂單中持續有裝備調整而衍生多種子型號；P-36雖然在轉向、控制、加速性上均極為優異，但發動機增壓器只有一級機械增壓，因此大幅壓縮其飛行優勢空域空間；且發動機動力只能說差強人意，也限制了極速與俯衝速度的表現，這些不理想成為後續寇蒂斯推銷液冷引擎發動機版本的P-36（即日後的P-40）伏筆。

### XP-42
為了降低氣冷活塞發動機正面大直徑衍生的空氣阻力問題，寇蒂斯調用了量產型P-36A（38-004，P-36A的4號機）作為測試機，賦予代號XP-42。XP-42在任務結束前測試了12種發動機整流罩，使用時極速雖然優於P-36A，但低於P-40，且整流罩流線化後發動機排熱不良問題並無根治，因此實驗在P-40正式量產後也告終止。

### 莫霍克戰鬥機
在1937年贏得美軍合約後，寇蒂斯隨即以Hawk-75B架構為基礎改良出簡裝版外銷型；簡化版換用輸出更好的萊特R-1820-G105(1,100匹馬力)，但起落架使用固定式降低維護成本，武裝則增加了機翼機炮；外銷型最初代號為XP-36F，又名「莫霍克」(MOHAWK)，但隨後外銷仍以Hawk-75名義銷售，首種外銷型稱Hawk-75H。但在1939年外銷的Hawk-75A系列雖然仍使用莫霍克名稱，但技術規格上已較相似於P-36系列，不再是1937年時的簡化版本。
1939年2月和同為寇帝斯的CW-21戰鬥機被運到中國雲南作飛行測試，結果證明優於蘇製戰鬥機，中國空軍立了50架訂單，但由於在中國的飛機組裝廠經常被日機轟炸和日軍地面部隊漸漸迫近，此批莫霍克被運往印度。

## 設計特點

### 機身結構
P-36採低單翼，全金屬半硬殼設計，起落架位於機翼下方，直接向後收起，但是機輪會旋轉90度之後平貼於機翼。機翼外側結構完全密封，以便迫降水面時提供浮力。尾輪也是可伸縮式，向後收起在機身內部。

### 動力
原型機採用XR-1670-5氣冷式發動機，出力900匹馬力，量產型P-36A改用R-1830-13，出力1050匹馬力，驅動以液壓操作的恆速螺旋槳。

### 武裝
P-36最初的武裝是美國陸軍航空隊標準：0.50英吋與0.30英吋機槍各一挺，稍後改為兩挺0.30英吋M1919機槍。

## 實戰

### 歐洲戰場
P-36在歐戰爆發前已外銷法國、荷蘭和挪威等國，當法國被德軍打敗和佔領後，還未交貨的P-36被英軍接收，已交貨的被德軍擄獲，以至當盟軍飛行員初遇上Fw 190戰鬥機時還以為就是這些被德軍擄獲的P-36，德國人也把這些P-36外銷給芬蘭去和蘇聯紅軍作戰。

### 中國戰場

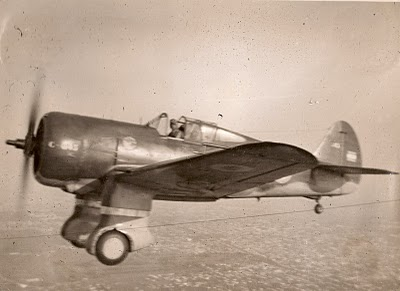
中國使用的是P-36的外銷型，鷹-75，使用固定式起落架

中國使用的是P-36的外銷型，鷹-75(又名霍克-75)，使用固定式起落架，初期被稱為鷹-75H，1937年6月出廠後不久來華，之後不久1937年7月7日中日戰爭爆發，8月25日在南京作飛行表演後宋美齡以35,000美元買給陳納德。
淞滬會戰期間國軍的鷹-75H曾對上海作多次空中偵察，1938年5月7日，蔣介石命令空軍第五大隊第25中隊飛行員湯卜生駕駛一架鷹-75H從漢口起飛，飛去已被日軍佔領的南京去遙祭中山陵，他在中山陵上空飛了三個圈後從駕駛艙投下一束白玉蘭，他以這樣的方式記念孫中山。
同年再有30架鷹-75M(鷹-75H的量產型)運抵廣州組裝，7月9日起駐湖南衡陽機場的第5大隊第25中隊開始接收，但發現飛機性能和美方宣稱的有所下降了20英里，甚至經常發生機械故障。寇帝斯知道後派出專家小組來華後證實是中方機械士對其不甚了解所致，等技術問題解決後，此批鷹-75M負責衡陽地區的空防，8月18日，27架日機來犯，國軍3架鷹-75M和7架I-153戰鬥機起飛迎敵，空戰中國軍擊落和擊傷日機各一架，而國軍一架鷹-75M被擊落（湯卜生隊長機），另外兩架鷹-75M迫降，8月24日，第25中隊移防廣西柳州，9月18日，日軍轟炸機24架和22架戰鬥機空襲柳州，在地面上分別炸毀和炸傷鷹-75M各一架，之後第25中隊回到湖南，和第16中隊(同樣使用鷹-75M)一起駐在芷江，11月6日和7日，日機空襲芷江和衡陽，第25和16中隊的鷹-75M昇空迎敵，國軍擊落日機兩架和擊傷一架，一架國軍鷹-75M被地面防空炮火擊落，1939年1月11日，第25中隊駕駛鷹-75M到重慶交給第18中隊，但在乘運輸機回航時發生空難，無人生還。
之後鷹-75M負責重慶地區的防空任務，1939年尾至1940年初的崑崙關戰役期間，有6架鷹-75M在飛越廣西南寧上空時發現在地面上有大批日軍士兵和重炮輜重，它們隨即低飛並以機頭的兩挺M1919機槍掃射日軍，日軍傷亡慘重而令國軍阻擋了日軍進攻崑崙關的通路和時間。
隨著同年日軍偷襲珍珠港而令美國正式對日作戰，1942年美國人杜立特派B-25轟炸機轟炸東京，事成後國軍派出兩架鷹-75M負責搜尋來華的美國轟炸機的合適緊急降落場地，而由於租借法案，國軍的鷹-75M漸被其他美製戰機取代而，國軍的鷹-75M很多改為飛行訓練用機，當中第3大隊仍使用鷹-75M負責成都的防空。

### 太平洋戰場

駐印度英軍使用的莫霍克戰鬥機

到了1941年P-36的性能已經被認為落伍，同時逐漸由P-40與P-39取代作為第一線戰鬥機。珍珠港受到攻擊時，一共有39架P-36A在夏威夷，只有4架第46中隊的P-36有機會起飛攻擊第二波轟炸的日本魚雷轟炸機的編隊，並且擊落其中兩架。其他大部分都損失於空中攻擊下。
荷蘭原本也購買了一批P-36，但由於後來荷蘭被德軍攻下，此批P-36唯有運往印尼給駐當地的荷蘭守軍使用，此外駐印度英軍也使用原本給中華民國空軍使用的莫霍克戰鬥機。

## 使用國家

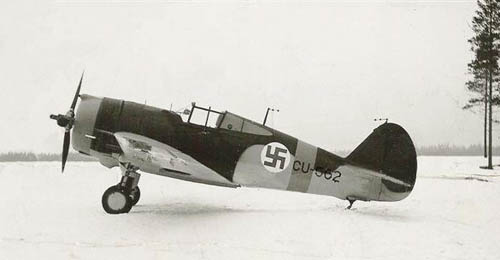
芬蘭空軍的P-36

- 阿根廷

阿根廷空軍採購了使用固定式起落架的Hawk 75O型，換用R-1820-G5發動機（與馬丁139WAA相同型號發動機），武器轉用1挺麥德森重機槍（口徑11.35公厘）與3挺麥德森輕機槍。寇蒂斯廠生產了30架，並授權200架的生產額度給阿根廷飛機製造廠，但最終只生產20架即無後續採購，Hawk 75O最後一架在1954年11月退役。
- 巴西

1942年3月自美國陸軍航空隊接手10架二手的P-36A。
- 中華民國
- 芬兰

芬蘭的P-36並非自美國採購，而是自德國獲得；冬季戰爭停戰後，曼納海姆元帥和德國空軍元帥戈林致信，希望從德國取得一些武器補充戰爭耗損。德國在1940年10月1日自法國與挪威繳獲了29架寇蒂斯鷹75系列戰機，這批飛機在1941年6月-8月間移交給芬蘭，由於這批飛機來源自不同國家、不同生產批次取得，運回國內後由芬蘭國家飛機製造廠翻整到適合芬蘭運用；第二批戰機是1943年春天由德國在北非繳獲的15架自由法國所屬鷹75系列戰機，從1943年6月至1944年1月分批運回國內。
芬蘭拿到的鷹75系列戰機共有五種批次：6架A-1（R-1830 SC-G發動機、4挺7.5公厘機槍）、9架A-2（R-1830 SC3-G發動機、6挺7.5公厘機槍）、9架A-3（R-1830 S1C3-G、6挺7.5公厘機槍）、7架A-4（R-1820 G205A發動機、4挺7.5公厘機槍）、13架A-6（R-1830 SC3-G發動機、4挺7.9公厘機槍），A-6自挪威繳獲因此武裝較為不同；它們從德國採購時也一併換用了德製FuG 7A無線電、Revi 3D或C/12D瞄準具，因發動機型號批次過於繁複，芬蘭在1941年11月統一將發動機更換為R-1830 S1C3-G，技術手冊內告知該發動機應使用辛烷值100之航空汽油，但芬蘭因輸入問題在服役期間只使用辛烷值87的航空汽油，在性能上並沒有完整發揮。
芬蘭空軍的鷹75系列大約在1948年轉為訓練用，最後使用的單位為芬蘭空軍第11中隊、第13中隊。服役期間號稱擊落190架戰機、空戰損失8架、6架被地面防空砲擊落、1架在地面被炸毀、9架因事故墜毀。芬蘭空軍駕駛鷹75的飛官中擊墜成績最佳者為凱斯蒂·卡希拉，他在換乘Bf-109G之前以鷹75締造擊墜13又1/4架的紀錄。
- 法國

在P-36A量產之前，法國已經和寇蒂斯談論採購戰機之事宜。法國雖然備戰迫在眉睫，但是得到寇蒂斯的報價也有諸多抱怨：寇蒂斯戰機的造價是M.S.406的兩倍，而且不能保證快速交貨，美國陸軍航空隊也以優先供給國內訂單之理由向政府施壓否決出售P-36給法國。最後是在美國總統羅斯福的命令干預下才讓法國試飛員米歇爾·德托亞在1938年3月試駕Y1P-36，這位試飛員則對P-36的性能高度讚賞。
由於試飛員的評價，MB.150戰鬥機的研發延誤，且納粹德國的軍事壓力與日俱增，法國最後屈服，在1938年5月17日決定採購100架P-36與173具引擎。法國訂購的Hawk 75A-1第一批在1938年12月14日運抵法國，由法國中央飛機製造公司組裝測試，1939年3月成軍服役，第一批在1939年4月完成交機。法國的P-36正式名稱為寇蒂斯H75-C1，配備普惠R-1830 SC-G引擎（起飛輸出1,050匹馬力，4,000公尺高度輸出900匹馬力），採用公制儀表、法國需求的油門布局（法國飛機的油門加大輸出是朝後扳動、英美飛機則是朝前扳動）與法國樂梅西埃（Lemercier）公司製降落傘、埃斯塔勒國營工廠製造使用7.5×54mm法國步槍彈的白朗寧機槍、法國巴耶-勒梅爾公司製造的瞄具。在法國投降德國前，共採購了416架Hawk-75，有100架A-1、100架A-2、135架A-3、265架A-4（實際交貨53架、另外有30架為尚普蘭號郵輪運輸，在未抵達港口前即於1940年6月遭德國潛艦擊沉）。
法國採購的A-1至A-3的規格大抵雷同，A-3版本強化火力為6挺機槍（機鼻2挺、機翼4挺），後期版本的R-1830有改良化油器，改善高空性能，其性能約等同於美軍使用的XP-36D。A-4換用懷特R-1820-G205A引擎（輸出功率1,200匹馬力），由於懷特發動機生產延宕，因此A-4型來不及趕上與德國的作戰，法軍的P-36空戰紀錄都是前335架Hawk-75所締造。在1939年至1940年法國投降前，Hawk-75以損失29架的代價取得了81架擊落紀錄，戰爭初期法軍創造的11位王牌飛行員中，有7位是使用Hawk-75締造戰功。
- 伊朗

伊朗在1940年訂購了10架Hawk-75 A-9，原定在1941年服役，在1941年8月運抵伊朗。但是因為英蘇入侵伊朗，這批飛機大部分在未拆箱的情況下被英國擄走，運至印度組裝，改名為莫霍克Mk.IV，在1942年後編入英國皇家空軍運用。
- 荷蘭

荷蘭在1939年底訂購了35架Hawk-75 A-7，最後因荷蘭戰役本土淪陷，由荷屬東印度在1939年10月接收24架，該批機型使用懷特R-1820發動機（輸出功率1,200匹馬力），1挺12.7公厘機槍（機鼻）、3挺.303英吋機槍（機鼻、機翼），機翼強化可掛載100磅炸彈。這批鷹75全數編入空軍第四大隊所屬之第1中隊（1. afdeling, vliegtuiggroep IV），駐地爪哇。
- 挪威

挪威訂購了24架Hawk-75 A-6，第一批12架在1939年7月下訂，總價430萬瑞典克朗，第二批12架是在同年9月訂購。第一架運抵是1940年1月，隨後在2至3月有18架戰機分別由5艘船次運抵奧斯陸，最後一船次在3月22日離開紐約，但是在抵達挪威前挪威已投降，因此該船改至英國柯克沃爾，並將最後的5架移交英國皇家空軍使用。在挪威戰役爆發時運到了19架Hawk-75中只有7架組裝完成，沒有任何1架來得及投入作戰。在挪威政府投降前組裝工程師破壞了所有儀表及電路，德國清點整修後將可用的Hawk-75全部被賣給芬蘭。
挪威流亡政府在1940年下半年訂購了36架使用懷特R-1820-G205A發動機的Hawk-75 A-8，1941年2月全數交機。這批戰機在加拿大多倫多一處由挪威政府設立的空軍訓練單位作為訓練機。由於這批飛機被認為超過訓練所需，在1942年7月先有18架Hawk-75被回售給美國，12架在1943年6月回售美國（6架在訓練中損毀），美國稱這批Hawk-75為P-36G，並以租借法案名義轉賣給祕魯。
- 秘魯

由租借法案在1943年取得28架P-36G。
這批飛機原本為挪威訂購的Hawk-75A8，但是因挪威被納粹德國占領，完成的飛機被轉運到加拿大多倫多一處由挪威政府設立的空軍訓練單位作為訓練機。在後來這批飛機被回售給美國，被稱為P-36G。
- 葡萄牙

由英國贈與12架不同型號的Hawk-75A系列給葡萄牙空軍，她們佈署在亞速爾群島作為防空用。
- 泰國
- 英国

英國雖然沒有採購P-36，但是以各種方式接收與掠劫到約229架不同型號的Hawk-75系列。在英國皇家空軍中，它們被命名為莫霍克，型號包括了I-IV，使用英國規格的.303機槍彈，以及傳統油門控制機制（推桿往前為增加動力）。
在法國投降後，從撤往英國的法軍提供的Hawk-75A，英國使用噴火Mk.I進行對抗測評。英軍發現在時速超過300英里（480公里）時，Hawk-75的控制穩定性會比噴火更好，這使得該機種在俯衝攻擊時會具有較好的控制表現。此外Hawk-75的駕駛艙視野與起落控制也優於噴火。雖然在大部分性能不如最新穎的戰鬥機，但仍屬堪用。主要使用莫霍克的部隊除了在印度與緬甸。
- 美国

第一架量產型P-36在1938年4月撥交駐紮路易斯安那州的第20驅逐機大隊，但該批量產機美軍發現有若干機械問題，包括引擎排氣、起落架蒙皮變形、機身結構存有瑕疵等，等到機械問題解決時，P-36已經被認為不適合作戰，並被調往更次要的巴拿馬運河區以及夏威夷等海外國土以及訓練單位。
美軍所操作的P-36並沒有撥交給歐洲戰場使用，唯一的參戰記錄在太平洋的珍珠港。在日軍偷襲珍珠港前，1941年2月陸軍委託海軍的企業號航空母艦運輸39架P-36A到珍珠港加強該地防禦，有別於以往裝箱運輸的轉運模式，陸軍將整機P-36在加州港口吊掛上艦後，接近夏威夷近海便讓陸航飛行員駕機起飛降落夏威夷機場，節省運輸的相關轉運時間。在珍珠港事件當日，美國陸航僅有5架P-36A成功起飛與日軍接戰，以損失1架P-36A的成績擊落2架零式戰鬥機，這也是美國陸軍航空隊在正式參戰後第一次空戰勝利。

## 外部連結
- P-36 Hawk（页面存档备份，存于）
- Pearl Harbor's Lost P-36
- Curtiss P-36 Hawk（页面存档备份，存于）
- Curtiss P-36 Hawk （页面存档备份，存于）
- 抗戰中期我空軍所使用的美製霍克75M型戰鬥機（页面存档备份，存于）